# 中国軍戦闘機異常接近事件
中国軍戦闘機異常接近事件（ちゅうごくぐんせんとうきいじょうせっきんじけん）とは2014年5月24日に、東シナ海において日中中間線付近で中華人民共和国の軍隊の戦闘機が、自衛隊の戦闘機に異常接近したという事件。これは監視飛行中の自衛隊機に対して中国軍の戦闘機が相次いで近づき、その距離は30メートルから50メートルまでになったというもの。防衛省によるとこの距離というのは前例の無い異常ということで、100メートルを切る距離であったということも初めてということであった。自衛隊の撮影した写真によれば、中国軍の戦闘機にミサイルのような物が確認された。小野寺五典防衛大臣は中国軍のこの行為に対して、事故の発生につながりかねない危険な行為と認識して、政府として外交ルートを通じて中国に申し入れを行った。今後も不測の事態を回避し日中間の安全確保のために、中国側に働きかけていくとのこと。安倍晋三総理大臣には24日の夜に小野寺五典よりこの事件が報告され、安倍総理からは引き続きしっかり体制を取るように指示された。